# Tomás Barris
Tomás Barrís Ballestín (ur. 1 lutego 1930 w Barcelonie, zm. 29 października 2023 tamże) – hiszpański lekkoatleta, średniodystansowiec, olimpijczyk.

## Kariera sportowa
Zajął 4. miejsce w biegu na 1500 metrów i 7. miejsce w biegu na 800 metrów na igrzyskach śródziemnomorskich w 1955 w Barcelonie. Na mistrzostwach Europy w 1958 w Sztokholmie odpadł w eliminacjach biegu na 1500 metrów.
Zdobył złoty medal w biegu na 1500 metrów i srebrny medal w biegu na 800 metrów na igrzyskach śródziemnomorskich w 1959 w Bejrucie. Na igrzyskach olimpijskich w 1960 w Rzymie odpadł w elimninacjach biegu na 1500 metrów. Zdobył srebrne medale w biegach na 800 metrów i na 1500 metrów na igrzyskach ibero-amerykańskich w 1960 w Santiago, na obu dystansach przegrywając z Ramónem Sandovalem z Chile. Odpadł w eliminacjach biegu na 1500 metrów na mistrzostwach Europy w 1962 w Belgradzie. 
Na igrzyskach ibero-amerykańskich w 1962 w Madrycie zdobył srebrny medal w biegu na 1500 metrów, za Manuelem de Oliveirą z Portugalii, a na igrzyskach śródziemnomorskich w 1963 w Neapolu zdobył srebrny medal na tym dystansie i zajął 4. miejsce w biegu na 800 metrów.
Był mistrzem Hiszpanii w biegu na 800 metrów w latach 1955, 1957 i 1959–1963 oraz w biegu na 1500 metrów w latach 1955–1959 i 1961–1964.

## Rekordy Hiszpanii
Barris 34 razy poprawiał rekordy Hiszpanii, doprowadzając je do następujących rezultatów:
| Konkurencja              | Data i miejsce                   | Wynik   |
| ------------------------ | -------------------------------- | ------- |
| bieg na 800 metrów       | 12 września 1959(dts), Barcelona | 1:48,7  |
| bieg na 1000 metrów      | 17 maja 1958(dts), Stuttgart     | 2:22,1  |
| bieg na 1500 metrów      | 29 sierpnia 1958(dts), Turku     | 3:41,7  |
| bieg na milę             | 5 sierpnia 1958(dts), Turku      | 4:03,2  |
| bieg na 2000 metrów      | 22 lipca 1961(dts), Tuluza       | 5:14,5  |
| bieg na 3000 metrów      | 11 lipca 1961(dts), Pargas       | 8:09,8  |
| sztafeta 4 × 1500 metrów | 16 czerwca 1955(dts), Barcelona  | 16:22,6 |